# Ай-Тодор II
Ай-Тодор II (крим. Ay Todor II, від грец. Άγιος Θεόδωρος, св. Тодор) — руїни укріплення, або замку, згодом монастиря XII—XV століття, розташовані за 0,5 км на північ від села Малий Маяк в Алуштинському районі Криму, на однойменній горі. Рішенням Кримського облвиконкому № 16 (обліковий № 190) від 15 січня 1980 року «Укріплення на горі Ай-Тодор: оборонні мури та церква св. Федора» оголошено історичною пам'яткою регіонального значення.

## Опис
Укріплення розташоване на вершині конусоподібної гори, оточеної двома рядами мурів (товщина 1,5-2 м, де-не-де збереглися на висоту 1,7-2 м), складених із бутового каменя на глині, або сухою кладкою. Площа фортеці близько 0,37 гектара, стіни йшли по всьому периметру, в'їзд розташовувався з південного боку. У східному кутку внутрішньої фортеці, на вершині нагромадження скельних брил, розташований храм, його апсида була вмонтована в стіну і виконувала роль фортечної вежі. Простір між внутрішнім і зовнішнім муром був тісно забудований, за межами укріплення, розкопками Олени Паршиної 1969 року, відкрито залишки великої виноробної садиби (повністю знесеної 1957 року під час закладання виноградника), крепіди терасових виноградників. Паршина також розкрила фундамент досить великого одноапсидного храму XII—XV століття, як вона вважала, побудованого на залишках більш раннього (за знахідками кераміки його відносили до VIII—X століття). На підставі знахідок було зроблено висновок про укріплений монастир XII—XV століття, сучасна версія припускає наявність замку або укріпленого поселення, що передував монастирю. Вважають, що монастир, як і багато інших укріплень, було відновлено в XIII столітті у зв'язку з монгольськими вторгненнями до Криму (починаючи з 1223 року), сельджуцькою експансією і переходом гірського Криму в зону впливу Трапезундської імперії. Монастир існував у складі Капітанства Готія генуезьких колоній і, судячи з дослідженнями останніх десятиліть, загинув у пожежі 1475 року під час захоплення Готії армією Гедика Ахмед-паші.

## Історія вивчення
Перше повідомлення про руїни залишив Петро Кеппен у праці «Про давнину південного берега Криму та гір Таврійських» 1837 року. Вчений писав, що, за переказами, на горі Ай-Тодор був монастир, і передбачав наявність укріплення в ланцюзі подібних південнобережних фортець. Пам'ятник згадував Микола Рєпніков у статті 1935 року, про повну занедбаність в «непрохідних кущах залишків стародавніх будівель і грецької середньовічної церкви» писав Микола Ернст 1935 року. Перші і поки єдині розкопки (шурфування) були проведені Оленою Паршиною 1969 року, досить докладно про пам'ятник написав Олег Домбровський в огляді «Середньовічні поселення та „Ісари“ Кримського Південнобережжя» 1974 року. Ісару присвячено окремий розділ «Біюк-Ламбат, Малий Ай-Тодор — руїни ісара в гущавині колючок» у книзі Лева Фірсова «Ісари — Нариси історії середньовічних фортець Південного берега Криму».